# 錫利夫凱

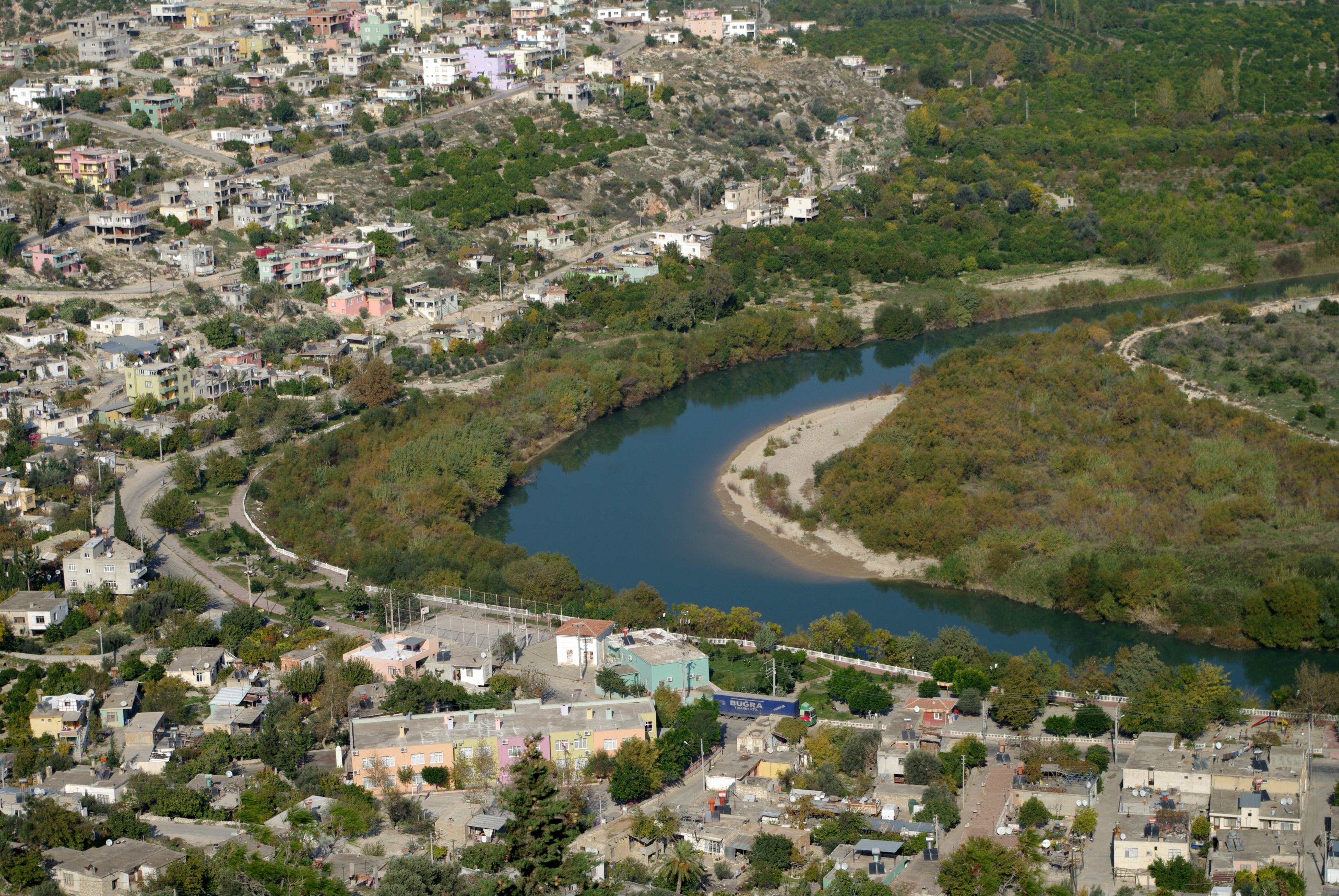
錫利夫凱

錫利夫凱（土耳其語：Silifke）是土耳其的城鎮，由梅爾辛省負責管轄，位於該國南部地中海沿岸，距離首府梅爾辛80公里，面積2,572平方公里，受地中海氣候影響，每年平均降雨量630毫米，主要經濟活動有農業、旅遊業和畜牧業，2010年人口53,151。

## 外部連結
- Silifke（土耳其文）
- HaberSilifke （页面存档备份，存于） （土耳其文）
- Silifke （土耳其文）
- Silifke （土耳其文）
- District governor's official website （页面存档备份，存于） （土耳其文）
- District municipality's official website （土耳其文）
- Silifke Guide and Photo Album （页面存档备份，存于）
- Photo Albums
- susanoğlu
- Extensive photo site of Silifke, the temple and nearby sights （页面存档备份，存于）